# Chiba Naoki
Naoki Chiba (sinh ngày 24 tháng 7 năm 1977) là một cầu thủ bóng đá người Nhật Bản.

## Sự nghiệp câu lạc bộ
Naoki Chiba đã từng chơi cho Vegalta Sendai.